# Branca de França, Duquesa da Áustria
Branca de França (em francês:  Blanche; Fontainebleau, 1278 ou 1285 – Viena, 19 de março de 1306) foi uma princesa da França por nascimento, e condessa da Alsácia. Ela foi duquesa da Áustria e Estíria pelo seu casamento com Rodolfo III da Áustria, que mais tarde tornou rei da Boêmia.

## Família
Branca foi umas das filhas do rei Filipe III de França, e de sua segunda esposa, Maria de Brabante.
Os seus avós paternos foram Luís IX de França e Margarida da Provença. Os seus avós maternos foram Henrique III de Brabante e Adelaide de Borgonha.
Ela teve dois irmãos mais velhos: o conde Luís de Évreux, e Margarida, rainha da Inglaterra como a segunda esposa de Eduardo I.
Pelo primeiro casamento de Filipe com Isabel de Aragão, teve quatro meio-irmãos: Luís, que teria morrido envenenado, o rei Filipe IV, Roberto, que morreu cedo, e o conde Carlos de Valois, pai do rei Luís VI e de Catarina II, Imperatriz Latina de Constantinopla.

## Biografia
Branca passou por vários noivados antes de se casar. Ela ficou noiva de João I, Marquês de Namur, filho de Guido de Dampierre e Isabel de Luxemburgo, em setembro de 1290. Porém, o noivado não seguiu em frente.
No ano seguinte, em 31 de julho de 1291, ela ficou noiva novamente, desta vez de Eduardo, Príncipe de Gales, filho do rei Eduardo I de Inglaterra e de sua primeira esposa, Leonor de Castela. Contudo, enquanto as negociações ocorriam, a mãe de Eduardo, Leonor, morreu. Como o príncipe era o único filho do rei Eduardo I, apesar das inúmeras gravidezes da esposa que resultaram em filhas mulheres, o mesmo decidiu procurar uma nova esposa para si. Enquanto isso, ele formalizou o noivado do filho com Branca.
Durante os próximos dois anos, Branca ficou famosa por sua grande beleza conforme ficava mais velha, enquanto que Eduardo ainda não havia arranjado uma noiva. Ao ouvir sobre a beleza da jovem, o rei enviou emissários para a corte do meio-irmão de Branca, Filipe IV, para negociar o término do noivado entre o seu filho e a princesa, e os termos para um novo noivado entre ela e o monarca. Assim sendo, o rei francês concordou em dar-lhe a mão da meia-irmã em casamento, contanto que Eduardo concordasse numa trégua entre Inglaterra e França, e que Eduardo cedesse a província da Gasconha à França.
Com a concordância do rei inglês, o noivado por procuração aconteceu em 1293. O seu terceiro noivo era quase 40 anos mais velho do que ela. Em seguida, o rei enviou o seu irmão, Edmundo Crouchback, para buscar a noiva. Ao chegar na corte francesa, Edmundo descobriu que a princesa já estava noiva de outro homem. Filipe IV, então, ofereceu a mão de Margarida, irmã de Branca, que tinha apenas onze anos na época. O rei recusou e declarou guerra contra a França. Porém, cinco anos mais tarde, foi feita uma trégua, e as condições ditavam que Eduardo I se casaria com Margarida, e os dois receberiam o território de Guiena e a soma de £15.000, como parte da herança da princesa. 

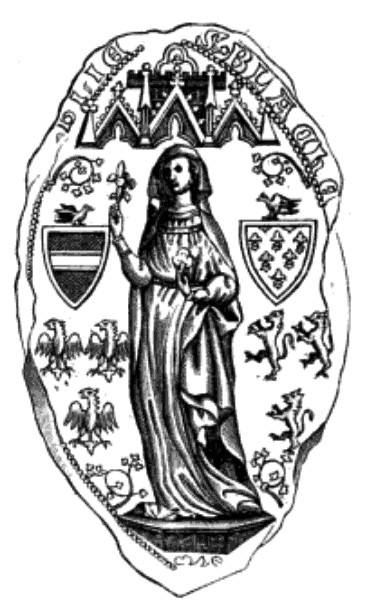
Selo da duquesa Branca.

Anos mais tarde, Eduardo II, ex-noivo de Branca, se casou com a sobrinha dela, Isabel da França, que depôs o próprio marido ao lado do amante Rogério Mortimer, 1.º Conde de March, e se tornou regente ao lado dele em nome do filho Eduardo III.
Em 1296, ela ficou noiva de João de Hainaut, filho de João II, Conde da Holanda e de Filipa de Luxemburgo, mas ele acabou morrendo na Batalha de Courtrai.
Em matéria de relações com o Sacro Império Romano-Germânico, a posição da França tornou-se ainda mais forte após a extinção da Dinastia de Hohenstaufen e do Grande Interregno. Já em 1273, Filipe  III era candidato à eleição de rei dos romanos, mas perdeu para Rodolfo de Habsburgo. Através da sua política rigorosa em Flandres, o seu filho Filipe IV entrou em conflito com o rei Adolfo I de Nassau que apoiava a aspiração do conde Guido de Dampierre à autonomia. Após a morte de Adolfo em 1298 , as relações com seu sucessor Alberto I da Germânia melhoraram. Em duas reuniões realizadas na Lorena em dezembro de 1298 e abril do ano seguinte, os dois soberanos discutiram questões fronteiriças relativas à mudança de Barrois a oeste do Rio Mosa, e ao condado da Borgonha.

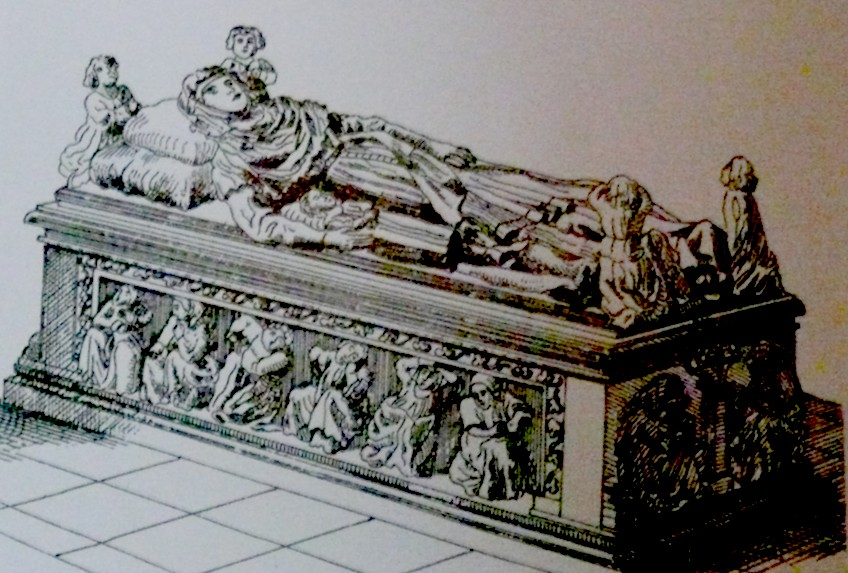
Ilustração da tumba de Branca em Viena.

Durante o período seguinte, Filipe IV arranjou o casamento da sua meia-irmã Branca com o filho mais velho de Alberto I com Isabel de Gorizia-Tirol, Rodolfo III da Áustria, uma aliança de prestígio e expressão das ambições de Alberto de ligar mais estreitamente o Império à França. O tratado foi assinado em agosto de 1299. Eles se casaram no dia 25 ou 29 de maio de 1300. No Natal, a noiva entra na cidade de Viena com a maior pompa. Alberto havia aprovado uma resolução segundo a qual os descendentes de Rodolfo e Blanche deveriam ser os únicos herdeiros dos territórios dos Habsburgos; no entanto, os dois filhos do casal morreram cedo. A duquesa conseguiu apoiar o marido, nomeadamente através da sua presença no Ducado da Estíria, o segundo país dos Habsburgos. Durante a ausência do marido, a duquesa Branca governou como regente na Estíria por um breve período.
Branca faleceu em 19 de março de 1306, possivelmente devido às complicações de um aborto espontâneo, e foi sepultada em Minoritenkirche, em Viena.
O seu viúvo se casou com Isabel Riquilda da Polónia, mas não teve filhos com ela.